# Großbramrah
Die Großbramrah ist die Rah, die zum Steuern des Großbramsegels dient. Sie liegt bei Vollschiffen unterhalb der Großroyalrah und ist dort Teil der Großbramstenge als oberster Teil des Großmastes. Der Typ der Rah ist bei Vollschiffen, Barken und Briggs vorhanden. Die Rah wird von Toppnanten, Fallen und Brassen gesteuert, diese gehören zum laufenden Gut.